# James Bond (figur)
Den här artikeln handlar om figuren James Bond. Se även James Bond.
Kommendörkapten James Bond är en fiktiv figur skapad av författaren Ian Fleming (1908-1964), och huvudperson i James Bond-böckerna och -filmerna.
James Bond är agent vid den brittiska underrättelsetjänsten Secret Intelligence Service (SIS), även känd som MI6. Hans agentnamn "007" innebär att han är en del av 00-sektionen som ger sina agenter "rätt att döda" i tjänsten.
Bond har i filmerna från United Artists/MGM och Eon Productions porträtterats av Sean Connery, Roger Moore, George Lazenby, Timothy Dalton, Pierce Brosnan och Daniel Craig.

## Biografi för James Bond

### Familj och tidiga år
James Bond är en figur som oftast inte åldras, med undantag för i Charlie Higsons nya böcker om unga Bond. Han beskrivs vara strax under 40 år. Ian Fleming hade enligt flera biografier aldrig tänkt skriva så många Bond-böcker som han gjorde. Han tvingades därför med tiden att ändra olika datum i Bonds tidiga liv för att få all fakta att stämma. En anledning till detta var att Fleming i Attentat skrev att 00-agenter tvingas till pensionering vid 45 års ålder. I boken noteras att Bond har åtta år kvar, och alltså är 37 år gammal. Den ungefärliga åldern har Bond fortsatt i böckerna av Kingsley Amis, John Gardner och Raymond Benson.
Eftersom Fleming har ändrat datum i Bonds tidiga liv är det omöjligt att ange ett korrekt födelseår. Han anses dock vara född 1920, 1921 eller 1924. Även Bonds födelseort är omdiskuterad. Enligt John Pearsons bok James Bond: The Authorized Biography of 007 föddes Bond i Wattenscheid, en liten stad när tyska Essen. I Charlie Higsons ungdomsroman Silverfena sägs Bond vara född i Schweiz.
James Bond är son till skotten Andrew Bond och schweiziskan Monique Delacroix. Föräldrarna finns inte med i vare sig böckerna eller filmerna, utom som suddiga figurer i hans tidiga minnen. De dog i en bergsklättringsolycka nära Chamonix i Schweiz. Bond uppfostrades därefter av sin faster Charmian Bond i Skottland. När han var i 12-årsåldern började han på privatskolan Eton College utanför London. Han relegerades dock och tvingades flytta till Fettes College i Edinburgh i Skottland. Där gjorde han bra ifrån sig både akademisk och sportsligt.
Efter skolan, i början av andra världskriget, ljög Bond om sin ålder för att kunna ta värvning i brittiska flottans frivilligreserv, Royal Naval Volunteer Reserve, där han under kriget steg i grad till kommendörkapten. Han fick behålla sin grad när han började arbeta inom den brittiska underrättelsetjänsten.

### Livet som agent
James Bond är agent vid den brittiska underrättelsetjänsten Secret Intelligence Service (SIS), även känd som MI6. Agentnamnet "007" (uttalas noll-noll-sju) innebär att han är en del av 00-sektionen som ger sina agenter "rätt att döda" i tjänsten. Bond tvingas utföra två uppdrag för att få arbeta där, som båda beskrivs i Casino Royale. Det första är att döda en japansk chifferexpert på 36:e våningen av en skyskrapa i New York, det andra att döda en norsk dubbelagent som förrått två brittiska agenter. Det gör han i Stockholm, där han dödar den sovande mannen med en kniv.
I filmerna ogillar Bond att ta liv och han yttrar därför morbida skämt och nonchalanta kommenterar efteråt, ofta misstolkade som kallblodighet. Ändå drar han sig inte för att döda när det behövs, även om det rör sig om politiska lönnmord (han dödar Mr Big, som är ledare för en liten fiktiv nation i Leva och låta dö). Den litterära Bond är betydligt mer försiktig med sin "rätt att döda". I vissa fall följer han inte ens order om att döda om uppdraget går att slutföra på annat sätt; i vissa böcker dödar han inte alls. Han skämtar heller aldrig om dödandet i böckerna.
Bond lyder, som alla agenter i 00-sektionen, under M. Bond är bara är ute på fältet några månader om året och tillbringar resten av tiden på högkvarteret eller i sin lägenhet på King's Road i Chelsea.

### Utseende, vanor, färdigheter och beteende
James Bond är i böckerna till utseendet ganska lik Ian Fleming. Han beskrivs som en vit man med blågrå ögon, kort svart hår och en lock som faller ner i pannan likt ett komma. Han är slank, vältränad och välklädd, ofta i smoking. I Kamrat Mördare berättas att han 183 cm lång och väger drygt 76 kg. Han har ett litet ärr på ena kinden, och ett på ena handen.
Bond lever ett glamouröst liv, kör snabba och dyra bilar och gillar att resa. Han äter gärna gourmetmat och är en verklig kännare inom vin- och spritområdet. I framför allt böckerna dricker han kopiöst – så mycket som en drink var sjunde sida. Han väljer ofta en dyr champagne eller sin speciella dry martini ("skakad, inte rörd"). Den litterära Bond röker precis som Ian Fleming cirka 60 cigaretter om dagen. I filmerna ändras hans rökvanor med tiden. I Connerys, Lazenbys och Daltons filmer röker han ofta cigaretter, medan han i Moores och Brosnan inte gör det alls. Däremot tar han ibland en cigarr i de filmerna. Den sista gången Bond röker cigaretter på film är 1989. I Craigs filmer röker han inte alls.
Bond porträtteras ofta som oemotståndlig för kvinnor. Han har affärer med nästan alla kvinnor han träffar, både singlar och gifta, och avfärdar dem så fort de blir besvärande. Med åren tonas hans sexistiska sida ned och han får mer respekt för kvinnokaraktärer som den nya, kvinnliga M.

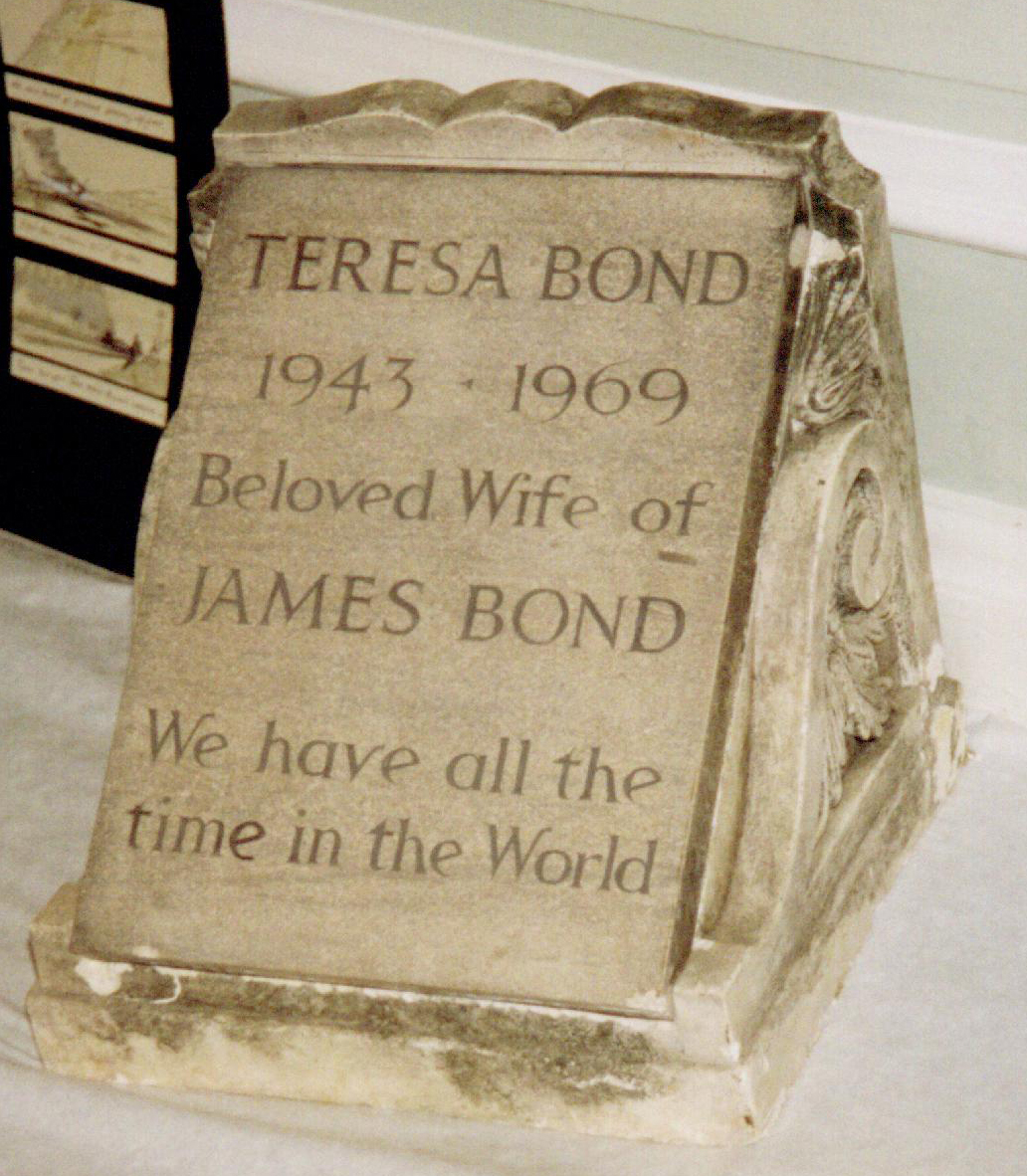
Gravstenen.

James Bond gifter sig i I hennes majestäts hemliga tjänst, men hans brud Teresa "Tracy" Bond (tidigare di Vicenzo) dödas på deras bröllopsdag av hans ärkefiende Ernst Stavro Blofeld. I boken Man lever bara två gånger har Bond ett barn med Kissy Suzuki, men han får aldrig kännedom om det. Enligt Pearsons bok heter sonen Rudolf-Mihkel Benno.
Bond tar Tracys död mycket hårt. I Älskade spion vill han inte tala om hustruns död när sovjetiska agenten Trippel-X nämner att han varit gift men att frun mördades. I övrigt omnämns ytterst få gånger att Bond varit gift. I inledningen av Ur dödlig synvinkel besöker han emellertid Tracys grav och i Tid för hämnd berättar Bonds CIA-vän Felix Leiter för sin fru Della att Bond varit gift med men det var för länge sedan. 
Beroende på vilken skådespelare som gestaltat Bond har han porträtterats på olika sätt. I Roger Moores filmer framställs han ofta som en humoristisk "playboy"  medan Timothy Daltons och Daniel Craigs rollgestaltningar varit mer hårdföra och humorlösa, vilket anses ligga närmast Bond i Ian Flemmings romaner. Craigs Bond är inte heller lika beroende av diverse tekniska prylar för att klara av uppdragen (romanernas Bond klarar sig i stort sett utan "gadgets"). I Craigs filmer har också slagsmålen med skurkarna blivit hårdare och brutalare.

### En modern Bond-biografi

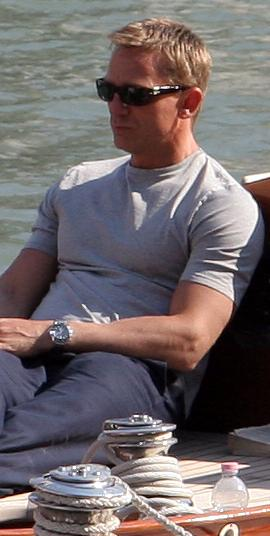
Daniel Craig vid inspelningen Casino Royale.

I Casino Royale skildras återigen James Bonds första uppdrag som Agent 007 med Daniel Craig i huvudrollen. På filmens officiella webbplats finns en biografi för Bond, som till stor del överensstämmer med Flemings litterära figur, men som är uppdaterad för att förklara Bonds nya födelsedatum 13 april 1968. Bond är nu född i Västberlin. Efter sina föräldrar Andrew och Monique Bonds död växer han upp i engelska Kent.
I likhet med originalet relegeras Bond från Eton College och börjar i stället på Fettes College. Som 17-åring tar han värvning i Storbritanniens flotta och går på Britannia Royal Naval College. Han tar sig vidare till specialförbandet Special Boat Service, där han stiger i graderna till kommendörkapten. Han tjänstgör bland annat i Irak, Somalia, Iran och Liberia. Han värvas sedan till underrättelsetjänsten och vidareutbildas vid Cambridge och Oxfords universitet i bland annat orientaliska språk. När han börjar på MI6 pratar han flytande engelska, franska, tyska, ryska och italienska, och skriver skapligt på grekiska, spanska, kinesiska och japanska. Han är 30 år när han börjar på MI6 och 38 år när han under 2006 blir 00-agent.

## Bond-skådespelare
James Bond har porträtterats av sex skådespelare i de 24 officiella filmerna (producerade av Eon Productions). Två James Bond-filmer har också producerats utan inblandning av Eon, och en amerikansk TV-pjäs som baserades på boken Casino Royale sändes redan 1954.
Skådespelare som gestaltat James Bond på film:
- Barry Nelson i 1954 års Casino Royale , ett avsnitt ur TV-teater-produktionen CBS Climax Mystery Theater. James Bond var då amerikan och hette Jimmy Bond.
- Sean Connery i Agent 007 med rätt att döda, Agent 007 ser rött, Goldfinger, Åskbollen, Man lever bara två gånger, Diamantfeber och Never Say Never Again. Never Say Never Again är inte en officiell Bondfilm.
- David Niven i 1967 års Casino Royale. Denna film var inte en officiell Bondfilm. Dessutom var det en komedi.
- George Lazenby i I hennes majestäts hemliga tjänst.
- Roger Moore i Leva och låta dö, Mannen med den gyllene pistolen, Älskade spion, Moonraker, Ur dödlig synvinkel, Octopussy och Levande måltavla.
- Timothy Dalton i Iskallt uppdrag och Tid för hämnd.
- Pierce Brosnan i Goldeneye, Tomorrow Never Dies, Världen räcker inte till och Die Another Day.
- Daniel Craig i Casino Royale, Quantum of Solace, Skyfall, Spectre och No Time to Die.

## Inspiration till James Bond
Ian Fleming arbetade under andra världskriget för den brittiska underrättelsetjänsten. De flesta biografiförfattare är överens om att James Bond till stor del baseras på Fleming själv. Flera andra verkliga personer har pekats ut som förebilder för agenten. Få eller inga har dock bekräftats av Fleming eller personerna själva.
Fleming skrev den första boken Casino Royale under februari och mars 1952. Namnet till sin hjälte tog Fleming från den amerikanske ornitologen James Bond, vars bok Birds of the West Indies ofta låg på Flemings nattduksbord. Fleming har senare förklarat att han tog James Bond därför att det lät så anonymt: "Det var enkelt och oromantiskt, men ändå väldigt maskulint."
Numret 007 kan ha flera bakgrunder. Det sägs bland annat komma från en novell av Rudyard Kipling om ett tåg som heter ".007". Numera används det nästan synonymt med James Bond. På engelska uttalas numret "double-oh-seven", inte "oh-oh-seven" eller "zero-zero-seven".